# Rozalia Mancewicz
Rozalia Mancewicz (sinh ngày 27 tháng 6 năm 1987) là người đẹp Ba Lan đã đăng quang Hoa hậu Ba Lan 2010 và đại diện cho đất nước Ba Lan tham dự Hoa hậu Hoàn vũ 2011 và Hoa hậu Quốc tế 2012.

## Tiểu sử
Quê hương Rozalia Mancewicz ở làng Pomigacze, quận Białystok, Podlaskie, đông bắc Ba Lan. Cô theo học khoa tiếng Anh tại Đại học Białystok với mục tiêu trở thành thông dịch viên.

## Hoa hậu Nữ hoàng Du lịch Quốc tế 2005
Trước khi tham gia Hoa hậu Ba Lan, Mancewicz đại diện đất nước Ba Lan tham dự cuộc thi Hoa hậu Nữ hoàng Du lịch Quốc tế năm 2005 được tổ chức tại Hàng Châu, Trung Quốc. Tại cuộc thi này, cô giành vị trí Á hậu 3.

## Hoa hậu Ba Lan 2010
Mancewicz cao 1,75 m (5 ft 9 in). Cô là một trong 18 thí sinh lọt vào vòng chung kết cuộc thi Hoa hậu Ba Lan  được tổ chức tại Łódź vào ngày 11 tháng 12 năm 2010. Cô giành được giải Hoa hậu, đại diện cho Ba Lan tham gia Hoa hậu Hoàn vũ 2011.